# (4672) Takuboku
(4672) Takuboku es un asteroide perteneciente al cinturón de asteroides, descubierto el 17 de abril de 1988 por Seiji Ueda y el astrónomo Hiroshi Kaneda desde el Kushiro Marsh Observatory, Hokkaido, Japón.

## Designación y nombre
Designado provisionalmente como 1988 HB. Fue nombrado Takuboku en honor al poeta japonés Takuboku Ishikawa, vivió a finales del período Meiji en Japón. Publicó su primera colección de poemas, "Akogale", cuando tenía 20 años. Su obra más famosa es "Ichiakunosuna", que contiene 551 poemas, publicados en el año 1910.

## Características orbitales
Takuboku está situado a una distancia media del Sol de 3,188 ua, pudiendo alejarse hasta 3,345 ua y acercarse hasta 3,032 ua. Su excentricidad es 0,049 y la inclinación orbital 15,52 grados. Emplea 2079 días en completar una órbita alrededor del Sol.

## Características físicas
La magnitud absoluta de Takuboku es 11,4. Tiene 28,115 km de diámetro y su albedo se estima en 0,108.